# Wilhelm Wundt
Wilhelm Maximilian Wundt (Neckarau, 16 de agosto de 1832-Großbothen 31 de agosto de 1920) fue un fisiólogo, médico, psicólogo y filósofo alemán, célebre por haber desarrollado el primer laboratorio de psicología experimental en la ciudad de Leipzig en 1879 para estudiar, a través del método experimental, la experiencia inmediata y observable. Ya en 1875 tuvo un laboratorio, pero era de enseñanza. Los contenidos de la conciencia y los procesos sensoriales básicos los abordaba con el método de la introspección, que era la percepción interna de los elementos de la conciencia propia. Las variables psíquicas eran cuantificadas y controladas.
Wundt formuló asimismo una psicología de los pueblos (Völkerpsychologie). Él mismo señaló que «psicología de los pueblos» era un neologismo que apareció hacia la mitad del siglo XIX. La psicología de los pueblos tiene dos significados. La primera, como un conjunto de consideraciones psicológico-etnográficas referentes a las cualidades intelectuales, morales y de orden psíquico de los pueblos. Y, la segunda, se refiere a las ciencias del espíritu (investigaciones filosóficas y mitológicas aportadas del estudio del lenguaje, de la religión y de las costumbres). En este sentido, la psicología de los pueblos, según Wundt, debería considerarse como una parte de la psicología. Advertía que todas las cuestiones espirituales que resultan de la vida humana en común no pueden ser explicadas únicamente por las propiedades de la conciencia individual. La psicología de los pueblos se encarga de entender las formas de comportamiento colectivo, abordando la mente de los pueblos, buscando cómo la diversidad se transforma en comunidad. Enfatizó en mostrar los espíritus y las mentes de diferentes pueblos y comunidades, cómo estas pensaban, se hacían y se instalaban en el mundo, así como los productos culturales (el lenguaje, las costumbres, los mitos, la religión, etc.). Dichas psicologías creadas por Wundt contribuyeron a profundizar los múltiples dualismos que tuvo que superar (y continúa enfrentando) la psicología.

## Biografía
Wilhelm Wundt nació el 16 de agosto de 1832 en la localidad de Neckarau, cerca de Mannheim, en el principado alemán de Baden. Su padre era pastor luterano y su familia, tanto de parte paterna como materna, incluía científicos, médicos, etc. Se le considera el padre del voluntarismo en psicología.
Su hermano, 8 años mayor que él, iba a la escuela, mientras que los otros dos hermanos murieron en la infancia. Durante muchos años, el único compañero de Wundt fue un niño discapacitado.
Sin duda, una de las grandes influencias de Wundt fue su abuelo materno, quien tenía un gran interés por su educación y lo llevaba frecuentemente de viaje. El abuelo exigía un riguroso programa diario y una absoluta precisión en todo lo que hacían. Cuando Wundt tenía entre 8 y 12 años, ingresó en el Gymnasium católico local (escuela secundaria con altos requisitos académicos). Wundt fue deficiente en su actividad académica y hasta se le aconsejó que abandonara los estudios formales. Fue transferido al Gymnasium de Heidelberg, donde pudo terminar el bachillerato en 1851.
Después de morir su padre en 1845, y sin haber logrado conseguir una beca para la universidad, ya que su trayectoria no había sido precisamente brillante, se matriculó en la Universidad de Tubinga como estudiante de pre-medicina, por mediación de un familiar de su madre. Después de un año se cambió a la Universidad de Heidelberg, donde se graduó en 1855. Para su disertación médica estudió la sensibilidad del tacto en pacientes histéricas en la clínica de la Universidad Ruperto Carolo de Heidelberg.
Durante su estancia en Heidelberg trabajó también con el químico orgánico Robert Wilhelm Bunsen; juntos investigaron los efectos de la ingestión restringida de sal en la composición de la orina. Los resultados se publicaron en 1853, con lo cual Wundt se sintió estimulado para seguir una carrera académica y de investigación.

## Carrera académica temprana
Después de un semestre en 1856 en la Universidad de Berlín estudiando con Johannes Müller y Emil Du Bois-Reymond, Wundt regresó a Heidelberg como lector en el departamento de fisiología, en él que tenía sólo cuatro estudiantes. Después de un tiempo de trabajar en exceso en el departamento de su madre, cayó enfermo, por lo que tomó un descanso en los Alpes suizos.
En 1858, Hermann von Helmholtz fue titulado director del nuevo instituto de fisiología de la Universidad. Este nombró a Wundt su asistente. Wundt apreciaba tanto a Helmholtz como a Johannes Müller y a Emil Du Bois-Reymond, los tres grandes fisiólogos alemanes de aquel tiempo. Durante la estancia de Wundt como ayudante de Helmholtz, la cual fue una desilusión para él, ya que se le requirió más como asistente de enseñanza que como investigador, propuso un nuevo curso de antropología, lo que hoy llamaríamos psicología social. Impartió el curso en 1859; en él enseñaba la relación entre el individuo y la sociedad. También escribió en 1862 su primer libro, Beiträge zur Theorie der Sinneswahrnehmung (Contribuciones a una teoría de la sensopercepción), en el que analiza las funciones sensoriales, desarrolla una teoría de la percepción y perfila un programa de psicología que seguiría por el resto de su vida. Wundt ubicó la psicología entre las ciencias físicas y las ciencias naturales. Utilizaría métodos experimentales y de investigación semejantes a los de las ciencias físicas para documentar cuestiones diversas del comportamiento y hacer de la psicología una ciencia inductiva, experimental. Había quedado impresionado por los escritos de John Stuart Mill, pero la aproximación de Mill era la de un filósofo que especula y piensa sobre la vida mental; la de Wundt era, en cambio, la visión de un científico que usa métodos experimentales para estudiar la conducta.
Wundt creía que el lenguaje, los mitos, la estética, la religión y las costumbres sociales son reflexiones de nuestros procesos mentales más altos, pero, dado que no era posible manipular ni controlar esos procesos, no era posible entonces estudiarlos experimentalmente, sino solo por medio de registros históricos y literatura y observaciones naturalistas. Desafortunadamente, dada la complejidad de esos objetos de estudio, nunca le fue posible pasar del nivel teórico al de la demostración.
Wundt concibió una tercera rama de la psicología que integraría los hallazgos empíricos de esta con otras ciencias, las metafísicas científicas. El objetivo de Wundt era establecer la psicología como una ciencia fundacional o propedéutica, dado que integraría a las ciencias sociales y a las físicas.
En 1864, insatisfecho, renunció a su puesto en el instituto, aunque conservó el rango académico e ingresos regulares. Estableció un pequeño laboratorio en su hogar, que logró mantener con las regalías de sus libros.
En 1871 regresó a la Universidad de Heidelberg, donde trabajó como profesor extraordinario durante tres años, antes de aceptar la oferta de la cátedra de filosofía inductiva en Zúrich, donde permaneció un año antes de ser designado para la cátedra de filosofía en Leipzig.

### Primer laboratorio de psicología experimental
En Leipzig se le asignó a Wundt un cuarto en el edificio Konvikt, para que almacenara allí su material de laboratorio. En ese edificio terminó impartiendo sus clases y realizando sus experimentos. El primer laboratorio de psicología se fundó en 1879 en Leipzig (Alemania), intención que había sido expuesta cinco años atrás en su obra Principios de psicología fisiológica. El laboratorio de Wundt no sería incluido en el catálogo de la universidad hasta 1883. En 1893 el laboratorio se mudó a un edificio ocupado por el departamento de ginecología, y en 1897 el instituto psicológico, como ya se le llamaba, se trasladó a un edificio que Wundt había diseñado expresamente para la investigación psicológica, aunque de hecho la mayoría de sus mejores estudiantes fueron quienes trabajaron con él en la época del edificio Konvikt.

### Sistema teórico wundtiano
Al escribir el libro para su curso en Leipzig, psicología era para Wundt una disciplina que utilizaba técnicas análogas a las de la fisiología. Desde el prefacio de su texto Principios de psicología fisiológica, Wundt deja ver que estaba tratando conscientemente de extraer una nueva área de la ciencia.
Wundt describió primero "el sustrato corporal de la vida mental", o la anatomía y función del cerebro. Luego describió el sistema nervioso y postuló ideas acerca de las fuerzas que subyacen a la conducción nerviosa. Después, analizó las características de las sensaciones, definió la cualidad, la intensidad, la extensión y la duración como las cuatro características fundamentales de las sensaciones. En la parte IV se encuentra la médula del libro: "la investigación de los procesos conscientes de las formas y conexiones características en ellos". La meta de la psicología era el estudio de los "procesos conscientes" o lo que Wundt consideraba parte de la "experiencia inmediata", como opuesta a la "experiencia mediata". De esta manera, cuando la experiencia ante algún estímulo se mide con la ayuda de instrumentos, queda incluida en el campo de la física; en contraparte, cuando se describe el proceso consciente que se encarga de interpretar el estímulo –el "verdor" del verde o la "tonalidad" del tono–, se está describiendo entonces la experiencia inmediata y cayendo en el ámbito de la psicología.
De acuerdo con Wundt, los psicólogos no estudian el mundo exterior per se; estudian los procesos psicológicos mediante los cuales el ser humano experimenta y observa el mundo exterior. Además, los experimentadores no pueden separarse a sí mismos de sus objetos de estudio, dado que están estudiando sus propios procesos conscientes.
Mientras que los físicos tienen sus instrumentos, la herramienta de los psicólogos es la autoobservación experimental o introspección. Ahora bien, la introspección de Wundt era un proceso rígidamente controlado y no se limitaba a la elaboración de informe sobre uno mismo; comprendía medidas objetivas, como tiempos de reacción y la asociación de palabras.
En sus introspecciones, Wundt y su equipo de estudiantes identificaron dos elementos básicos de la vida mental: sensaciones y sentimientos. Para ellos, los complejos y cambiantes procesos mentales resultaban de las conexiones o de síntesis creativas de esos elementos, mas no en el sentido clásico de la física mecanicista. Para Wundt, las sensaciones y sentimientos no eran solamente elementos que chocan e interactúan. Al igual que John Stuart Mill, adoptó un modelo de la mente que hacía énfasis en los principios químicos y no en los mecánicos.
Para Wundt, la mente es una fuerza creativa, dinámica, volitiva. Nunca podría ser entendida mediante la simple identificación de sus elementos o su estructura estática. Por el contrario, debe entenderse a través del análisis de su actividad.
Posteriormente llamado estructuralista, Wundt llamó inicialmente a su psicología voluntarismo.

### Investigación de Wundt
Los estudiosos de la historia de la psicología Edwin G. Boring (1929) y Roberts Watson (1978) clasificaron alrededor de 100 experimentos publicados en 'Philosophische Studien' durante un periodo de 21 años y encontraron que la mitad de dichos estudios estaban relacionados con la sensación y la percepción: estudios sobre la visión en color y el contraste, sobre la memoria de imágenes y sobre las ilusiones visuales. El tiempo de percepción se estudiaba por medio de tiempos estimados en intervalos. Las sensaciones táctiles eran estudiadas usando los métodos fisiológicos desarrollados por el médico Ernst Weber y el psicólogo Gustav Fechner, ambos alemanes y ambos precursores de la psicología experimental.

### Wundt como tutor
Una amplia variedad de experimentos se realizaron en Leipzig. Sin un gran número de estudiantes, tal volumen de investigación no habría sido posible. A fines del siglo XIX, Leipzig era el centro de la nueva ciencia de la psicología y una de las contribuciones más importantes de Wundt a su desarrollo e influencia sobre los estudiantes. Varios fueron los personajes que se beneficiaron del laboratorio de Wundt, entre ellos, Emil Kraepelin, Eugen Teuber, Hugo Münsterberg, Victor Henri y B. Bourdon, de Francia; en Rusia, Vladimir M. Bechterev, contemporáneo de Pavlov; en los Estados Unidos, Charles Spearman, Edward Titchener, Hugo Eckener; en España Eloy Luis André y, por supuesto, James McKeen Cattell.

## Principales obras
- Die Lehre von der Muskelbewegung, 1858.
- Lehrbuch der Physiologie des Menschen, 1865.
- Die physikalischen Axiome und ihre Beziehung zum Causalprincip, 1866.
- Handbuch der medicinischen Physik, 1867.
- Beiträge zur Theorie der Sinneswahrnehmung, 1862.
- Vorlesungen über die Menschen- und Thierseele, 1863/1864.
- Grundzüge der physiologischen Psychologie, 1874 Texto en línea.
- Untersuchungen zur Mechanik der Nerven und Nervencentren, 1876.
- Logik, 1880 à 1883, 3 vol.
- Essays, 1885.
- Ethik, 1886.
- System der Philosophie, 1889.
- Hypnotisme et suggestion, 1892 (trad. 1893, Félix Alcan) Texto en línea.
- Grundriß der Psychologie, 1896.
- Völkerpsychologie, 10 vol., 1900-1920.
- Kleine Schriften, 3 vol., 1910.
- Einleitung in die Psychologie, 1911.
- Probleme der Völkerpsychologie, 1911.
- Elemente der Völkerpsychologie, 1912.
- Reden und Aufsätze, 1913.
- Sinnliche und übersinnliche Welt, 1914.
- Über den wahrhaftigen Krieg, 1914.
- Die Nationen und ihre Philosophie, 1915.
- Erlebtes und Erkanntes, 1920.